# Natacha Karam
Natacha Karam (Jeddah, Arabia Saudita; 3 de abril de 1994) es una actriz, boxeadora y presentadora de cursos irlandesa y libanesa nacida en Arabia Saudita. Es conocida por interpretar a héroes de acción como Jasmine "Jaz" Khan en The Brave y Marjan Marwani en 9-1-1: Lone Star .

## Biografía
Natacha Karam nació en Jeddah, donde estaba destinada su familia, de madre norirlandesa y padre libanés-francés. Su familia debió mudarse muchas veces mientras Natacha crecía. Los diversos lugares en donde vivió incluyeron Irlanda, Arabia Saudita, Jordania, Baréin y Dubái.
Natacha completó sus estudios en el Dubai College en 2012. Continuó sus estudios en el City Literary Institute de Londres y se graduó, finalmente, en 2014.Ella ha manifestado que "considera Londres como su hogar"
En una entrevista Natacha ha manifestado que, además de inglés, habla francés y algo de árabe.
Además de desempeñarse como actriz profesional, Natacha ha practicado Boxeo en el Wildcard Boxing Club.

## Carrera profesional
En una entrevista a Whitney Wahlers de "Her Campus", Natacha ha comentado que, a pesar de sonar cliché, ella siempre quiso ser actriz, aproximadamente, desde los 4 años de edad. Por ello, su objetivo ha sido llegar al estrellato.
Natacha Karam comenzó su carrera como actriz en 2017, con apariciones únicas en las series de televisión Silent Witness y Homeland, junto con una aparición en la película de televisión Valentine's Again. Consiguió su primer papel importante más tarde ese año, cuando fue elegida como la sargento Jasmine "Jaz" Khan en la serie dramática de acción militar The Brave, que duró una temporada, constando de 13 episodios en NBC .
En 2018, Natacha Karam apareció en la película The Hurricane Heist y, en 2019, apareció en un episodio de la serie de televisión Casualty. Desde 2020 forma parte del elenco principal de la serie dramática procesal 9-1-1: Lone Star de Fox, interpretando el papel de la bombero Marjan Marwani. Natacha también apareció en la película de Netflix de 2020 The Old Guard, en la que interpretó el papel de Dizzy.

## Filmografía

### Películas
| Año  | Título                | Role    | Notas |
| ---- | --------------------- | ------- | ----- |
| 2018 | El atraco del huracán | laurie  |       |
| 2020 | La vieja guardia      | Mareado |       |

### Películas de televisión
| Año  | Título            | Role     | Notas |
| ---- | ----------------- | -------- | ----- |
| 2017 | Valentine's Again | Toronjil |       |

### Series de televisión
| Año       | Título                    | Role              | Notas                          |
| --------- | ------------------------- | ----------------- | ------------------------------ |
| 2017      | Testigo silencioso        | Támara            | Episodio: "Identidad: Parte 1" |
| 2017      | Patria                    | Mina Becker       | Episodio: " El Pacto "         |
| 2017-2018 | El valiente               | Jazmín "Jaz" Khan | Serie regular                  |
| 2019      | Víctima                   | Ambi Busnal       | Episodio #34.14                |
| 2020-2025 | 9-1-1: Estrella Solitaria | Marjan Marwani    | Rol principal                  |